# Stoeba latex
Stoeba latex är en svampdjursart som beskrevs av Moraes och Muricy 2007. Stoeba latex ingår i släktet Stoeba och familjen Pachastrellidae. Inga underarter finns listade i Catalogue of Life.